# Liste der Kulturdenkmale in Weissach
In der Liste der Kulturdenkmale in Weissach sind alle Bau- und Kunstdenkmale der Gemeinde Weissach verzeichnet, die im „Verzeichnis der unbeweglichen Bau- und Kunstdenkmale und der zu prüfenden Objekte“ des Landesamts für Denkmalpflege Baden-Württemberg verzeichnet sind.
Diese Liste ist nicht rechtsverbindlich. Eine rechtsverbindliche Auskunft ist lediglich auf Anfrage bei der Unteren Denkmalschutzbehörde des Landkreis Böblingen erhältlich.

## Weissach
| Bild           | Bezeichnung                                                           | Lage                                   | Datierung | Beschreibung              | ID |
| -------------- | --------------------------------------------------------------------- | -------------------------------------- | --------- | ------------------------- | -- |
|                | Gestelztes Wohnhaus                                                   | Weissach, Bachstraße 1 (Karte)         |           | Geschützt nach § 2 DSchG  | BW |
|                | Wohnhaus                                                              | Weissach, Flachter Straße 9 (Karte)    |           | Geschützt nach § 2 DSchG  | BW |
|                | Gehöft                                                                | Weissach, Flachter Straße 23 (Karte)   |           | Geschützt nach § 2 DSchG  | BW |
|                | Gestelztes Wohnhaus                                                   | Weissach, Flachter Straße 29 (Karte)   |           | Geschützt nach § 2 DSchG  | BW |
|                | Gestelztes Wohnhaus                                                   | Weissach, Flachter Straße 32 (Karte)   |           | Geschützt nach § 2 DSchG  | BW |
|                | Rathaus                                                               | Weissach, Hauptstraße 11 (Karte)       |           | Geschützt nach § 2 DSchG  | BW |
|                | Ehem. kameralamtliche Zehntscheune                                    | Weissach, Hirschstraße 9 (Karte)       |           | Geschützt nach § 2 DSchG  | BW |
|                | Alte Schule                                                           | Weissach, Kirchplatz 2 (Karte)         |           | Geschützt nach § 2 DSchG  | BW |
| Weitere Bilder | Ehem. Burg mit Ev. Kirche St. Ulrich                                  | Weissach, Kirchplatz 3–18 (Karte)      |           | Geschützt nach § 28 DSchG |    |
|                | Gestelztes Wohnhaus                                                   | Weissach, Kirchstraße 11 (Karte)       |           | Geschützt nach § 2 DSchG  | BW |
|                | Gehöft                                                                | Weissach, Pfarrstraße 10 (Karte)       |           | Geschützt nach § 2 DSchG  | BW |
|                | Abtstein                                                              | Weissach, Porschestraße 4              |           | Geschützt nach § 28 DSchG |    |
|                | Ev. Pfarrhof                                                          | Weissach, Porschestraße 6 (Karte)      |           | Geschützt nach § 2 DSchG  | BW |
|                | Pumpbrunnen                                                           | Weissach, hinter Porschestraße 6       |           | Geschützt nach § 2 DSchG  |    |
|                | Gemeinde-Backhaus                                                     | Weissach, Raiffeisenstraße 4 (Karte)   |           | Geschützt nach § 2 DSchG  | BW |
|                | Alte Schule                                                           | Weissach, Schulstraße 2 (Karte)        |           | Geschützt nach § 2 DSchG  | BW |
|                | Wohnhaus                                                              | Weissach, Schulstraße 6 (Karte)        |           | Geschützt nach § 2 DSchG  | BW |
| Weitere Bilder | Friedhof mit Ummauerung, Eingangsvorhalle und kreuzförmige Wegeanlage | Weissach, Theodor-Heuss-Straße (Karte) |           | Geschützt nach § 2 DSchG  |    |

## Flacht
| Bild           | Bezeichnung                                             | Lage                                | Datierung | Beschreibung              | ID |
| -------------- | ------------------------------------------------------- | ----------------------------------- | --------- | ------------------------- | -- |
|                | Fachwerkscheune                                         | Flacht, Bergstraße                  |           | Geschützt nach § 2 DSchG  |    |
|                | Gestelztes Wohnstallhaus                                | Flacht, Bergstraße 4 (Karte)        |           | Geschützt nach § 2 DSchG  | BW |
|                | Gehöft                                                  | Flacht, Bergstraße 9 (Karte)        |           | Geschützt nach § 2 DSchG  | BW |
|                | Friedhof mit Ummauerung                                 | Flacht, Friedhofstraße (Karte)      |           | Geschützt nach § 2 DSchG  |    |
|                | Wohnhaus                                                | Flacht, Kirchbergstraße 1 (Karte)   |           | Geschützt nach § 2 DSchG  | BW |
|                | Ehem. Rat- und Schulhaus                                | Flacht, Kirchbergstraße 7 (Karte)   |           | Geschützt nach § 2 DSchG  | BW |
|                | Wohnstallhaus des ehem. Schafhofs                       | Flacht, Kirchbergstraße 12 (Karte)  |           | Geschützt nach § 2 DSchG  | BW |
|                | Laufbrunnen                                             | Flacht, Leonberger Straße           |           | Geschützt nach § 2 DSchG  |    |
|                | Gemeinde-Backhaus                                       | Flacht, Leonberger Straße 4         |           | Geschützt nach § 2 DSchG  |    |
|                | Gasthaus Löwen                                          | Flacht, Leonberger Straße 6 (Karte) |           | Geschützt nach § 2 DSchG  |    |
|                | Gestelztes Wohnstallhaus                                | Flacht, Rathausstraße 5 (Karte)     |           | Geschützt nach § 2 DSchG  | BW |
| Weitere Bilder | Ev. Pfarrkirche St. Laurentius mit alter Friedhofsmauer | Flacht, Weissacher Straße 1 (Karte) |           | Geschützt nach § 28 DSchG |    |
|                | Ev. Pfarrhaus                                           | Flacht, Weissacher Straße 3 (Karte) |           | Geschützt nach § 2 DSchG  | BW |
|                | Steinbrücke                                             | Flacht, Gewann Brühle               |           | Geschützt nach § 2 DSchG  |    |